# Качканарский троллейбус
Качкана́рский тролле́йбус — троллейбусная система города Качканара, действовавшая с 11 ноября 1972 года до 1985 года. 

## История
Идея пуска троллейбуса в относительно маленьком городе принадлежала главе города Гикалову Д. И., благодаря ему в 1972 году было начато строительство троллейбусной линии. Это был самострой, не согласованный с властями. Элементы контактной сети были взяты с железной дороги, опорные столбы частично выпускались на Качканарском ГОКе, электропитание было подведено от его же подстанции. В октябре 1972 года было завершено строительство первой очереди троллейбусной линии, а 11 ноября 1972 года состоялся пуск первого троллейбуса по маршруту Аглофабрика — площадь Свердлова. Плата за проезд составляла пять копеек.
29 сентября 1973 года троллейбус стал ходить по продлённому маршруту по улице Свердлова до Больничного городка. В 1974 году была достроена третья очередь троллейбусной линии до Рудоремонтного завода, при этом ответвление к аглофабрике было разобрано. На линии курсировали пять машин ЗиУ-5. Для них были выделены несколько боксов в ПАТО, в которые была проложена контактная сеть для заезда и выезда машин после обслуживания. Позднее было начато строительство четвёртой очереди (Больничный городок — Радиоламповый завод), однако были установлены только опоры, сама контактная сеть навешена не была.
В 1978 году из-за несогласованности проекта транспортной сети с надзорными органами Гикалов получил от обкома строгий выговор. С 1979 года начались перебои в работе троллейбусов, в том числе из-за частого отключения тока и затруднений подъёмов старых троллейбусов из промзоны комбината. С 1983 года движение троллейбусов стало нерегулярным. Троллейбусная линия в Качканаре была построена с множеством нарушений и официально в эксплуатацию никогда не была сдана. Все годы своего существования Качканарский троллейбус фактически работал нелегально.
В 1985 году движение троллейбусов было окончательно остановлено. Хозяйство было передано в Нижнюю Туру, часть троллейбусов передали в Каменск-Уральский, оставшиеся были брошены на территории ПАТО и позднее разобраны на детали и металлолом.

## Маршруты
Первая очередь линии соединила фабрику окатышей, агломерационную и обогатительную фабрики Качканарского ГОКа с заводоуправлением, около которого находилось троллейбусное кольцо. В дальнейшем вторая очередь продлила маршрут по улице Свердлова до больничного городка (на юго-западе) и до железнодорожного вокзала (на востоке).

## Подвижной состав
Подвижной состав был представлен шестью машинами ЗиУ-5. Судя по фотографиям, в Качканаре также имелось[когда?] как минимум три троллейбуса ЗиУ-682В.